# Championnats d'Europe de patinage artistique 1933
Navigation
Édition précédente Édition suivante
Les championnats d'Europe de patinage artistique 1933 ont lieu ont lieu du 30 au 31 janvier 1933 sur la patinoire du Westminster Ice Club  de Londres au Royaume-Uni.

## Qualifications
Les patineurs sont éligibles à l'épreuve s'ils représentent une nation européenne membre de l'Union internationale de patinage (International Skating Union en anglais). Les fédérations nationales sélectionnent leurs patineurs en fonction de leurs propres critères.

## Podiums
| Épreuves                      | Or                     | Argent                        | Bronze                           |
| ----------------------------- | ---------------------- | ----------------------------- | -------------------------------- |
| Messieurs résultats détaillés | Karl Schäfer           | Ernst Baier                   | Erich Erdös                      |
| Dames résultats détaillés     | Sonja Henie            | Cecilia Colledge              | Fritzi Burger                    |
| Couples résultats détaillés   | Idi Papez / Karl Zwack | Lilly Gaillard / Willy Petter | Mollie Phillips / Rodney Murdoch |

## Tableau des médailles
| Rang  | Nation      | Or | Argent | Bronze | Total |
| ----- | ----------- | -- | ------ | ------ | ----- |
| 1     | Autriche    | 2  | 1      | 2      | 5     |
| 2     | Norvège     | 1  | 0      | 0      | 1     |
| 3     | Royaume-Uni | 0  | 1      | 1      | 2     |
| 4     | Allemagne   | 0  | 1      | 0      | 1     |
| Total | Total       | 3  | 3      | 3      | 9     |

## Détails des compétitions

### Messieurs
| Rang | Nom            | Nation      | Places | Points | Fig. impo. | Prog. libre |
| ---- | -------------- | ----------- | ------ | ------ | ---------- | ----------- |
| 1    | Karl Schäfer   | Autriche    |        |        | 1          | 1           |
| 2    | Ernst Baier    | Allemagne   |        |        | 2          | 2           |
| 3    | Erich Erdös    | Autriche    |        |        | 3          | 3           |
| 4    | Jean Henrion   | France      |        |        | 4          |             |
| 5    | William Clunie | Royaume-Uni |        |        | 5          |             |

### Dames
| Rang | Nom                    | Nation      | Places | Points | Fig. impo. | Prog. libre |
| ---- | ---------------------- | ----------- | ------ | ------ | ---------- | ----------- |
| 1    | Sonja Henie            | Norvège     |        |        | 1          | 1           |
| 2    | Cecilia Colledge       | Royaume-Uni |        |        | 2          |             |
| 3    | Fritzi Burger          | Autriche    |        |        |            |             |
| 4    | Hilde Holovsky         | Autriche    |        |        |            |             |
| 5    | Yvonne de Ligne-Geurts | Belgique    |        |        |            |             |
| 6    | Liselotte Landbeck     | Autriche    |        |        |            |             |
| 7    | Mollie Phillips        | Royaume-Uni |        |        |            |             |
| 8    | Grete Lainer           | Autriche    |        |        |            |             |
| 9    | Gweneth Butler         | Royaume-Uni |        |        |            |             |
| 10   | Esther Bornstein       | Danemark    |        |        |            |             |
| 11   | Margeret Thorpe        | France      |        |        |            |             |

### Couples
| Rang | Nom                              | Nation      | Places | Points |
| ---- | -------------------------------- | ----------- | ------ | ------ |
| 1    | Idi Papez / Karl Zwack           | Autriche    |        |        |
| 2    | Lilly Gaillard / Willy Petter    | Autriche    |        |        |
| 3    | Mollie Phillips / Rodney Murdoch | Royaume-Uni |        |        |
| 4    | Violet Supple / Leslie Cliff     | Royaume-Uni |        |        |
| 5    | Mrs. Burman / A.P. Burman        | Royaume-Uni |        |        |